# Port25 – Raum für Gegenwartskunst

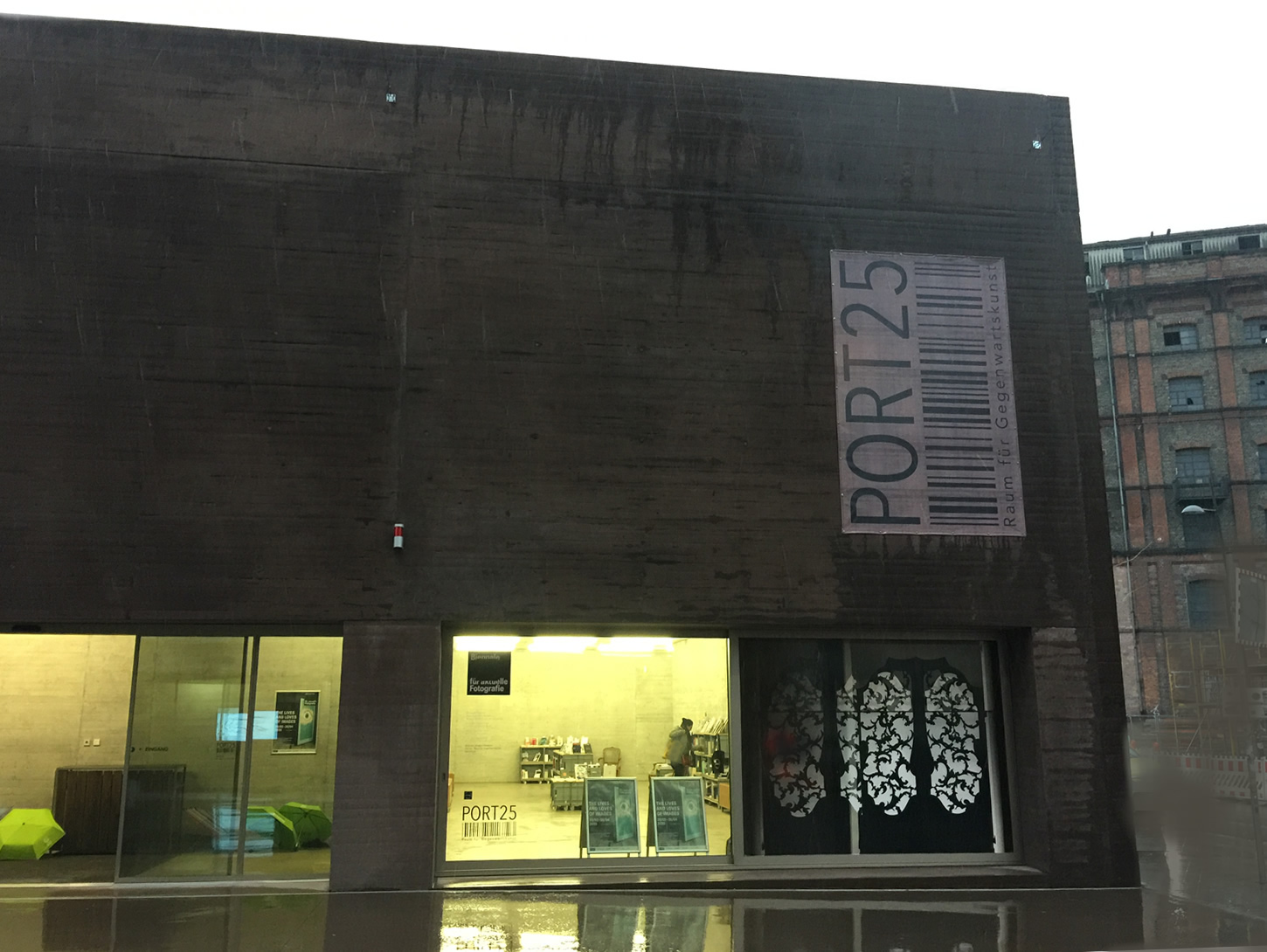
Port25 – Raum für Gegenwartskunst – Galerie in Mannheim

Port25 – Raum für Gegenwartskunst ist eine Galerie für Wechselausstellungen im Mannheimer Jungbusch. Seit Juli 2015 werden Künstler aus der Region zusammen mit internationalen künstlerischen Positionen ausgestellt.

## Geschichte
Die Galerie Port25 – Raum für Gegenwartskunst entstand als Antwort auf den Wunsch der Mannheimer Künstlerschaft und des Kulturamts nach einer angemessenen Einrichtung, in der regionale, zeitgenössische bildende Kunst ausgestellt werden kann. Der Ausstellungsraum entstand im Rahmen eines Neubaus für das Kreativwirtschaftszentrum C-HUB im Jungbusch. Auf Grundlage einer europaweiten Ausschreibung wurde der Betrieb der Galerie an Stefanie Kleinsorge vergeben. Im 2015 fertiggestellten Neubau werden bildende Künstler aus der Region zusammen mit internationalen künstlerischen Positionen gezeigt und zur Diskussion gestellt. Das Programm ist dabei weder an Kunstschaffende einer bestimmten Generation noch an spezifische künstlerische Medien, künstlerische Strategien oder Haltungen gebunden. Im Fokus stehen aktuelle künstlerische Produktionen, die in der Gegenwart relevant sind. Damit löste Port25 die Stadtgalerie Mannheim ab, die als Zwischenlösung seit 2011 den Zeitraum bis zur Eröffnung des neuen Ausstellungshauses erfolgreich überbrückte.

## Gebäude
Das von hartwig schneider architekten unter Integration von zwei denkmalgeschützten Ziegelsteinfassaden entworfene, zweigeschossige Gebäude fügt sich in den industriellen Charakter des Hafens ein. Es ergänzt den Neubau des Kreativwirtschaftszentrums C-HUB, das als Gründerzentrum dient. Vor der Errichtung des Galerieneubaus war die Hafenstraße Nr. 25 Teil der im Jahr 1881 gegründeten Kauffmannmühle. Die beiden Ziegelsteinfassaden gehörten zu einer Lagerhalle, die nach dem Betreiber des Import-Export-Geschäftes unter dem Namen "Yaman-Gebäude" bekannt war.
Das Galerie-Gebäude bietet 500 m² Ausstellungsfläche und eine Empfangsebene für einen Shop mit Kunstbüchern und Editionen sowie für Veranstaltungen und Büros. Das Gebäude beherbergt außerdem – räumlich von der Galerie getrennt – das Café St. James. Der gesamte Gebäudekomplex erhielt am 2. Februar 2016 den erstmals vom baden-württembergischen Ministerium für Verkehr und Infrastruktur verliehenen Staatspreis Baukultur in der Kategorie Gewerbe/Industriebau.

## Ausstellungen
Die erste Ausstellung im Port25 nahm die räumliche Nachbarschaft zum Kreativwirtschaftszentrum C-HUB zum Anlass, nach dem Sinn der alltäglichen Dinge zu fragen. Die Ausstellung wurde von der Direktorin Stefanie Kleinsorge in Zusammenarbeit mit dem ehemaligen Leiter der Stadtgalerie Mannheim, Benedikt Stegmayer, kuratiert und ist in ihrer Ausrichtung programmatisch.
- 2015: Schönheit des Alltäglichen, Gruppenausstellung
- 2015: Wissen, Ordnung, Macht im Rahmen des 6. Fotofestivals Mannheim Ludwigshafen Heidelberg 7 Orte, 7 Prekäre Felder, Gruppenausstellung
- 2015: Drawing boring boing, Jeannette Fabis und Barbara Hindahl
- 2016: Deltabeben – Regionale 2016, Gruppenausstellung
- 2016: Geh doch einfach weiter: Figur – Körper – Existenz, Gruppenausstellung
- 2016: Formschau, Uncover Designpreis der Stadt Mannheim, 2016
- 2016: Barbara Hindahl & Bernhard Sandfort, Preisträger Mannheimer Kunstpreis der Heinrich-Vetter-Stiftung
- 2016: Timelines, in Kooperation mit dem Kunstverein Ludwigshafen am Rhein. Gruppenausstellung
- 2016: Seiichi Furuya – Gravitation
- 2016: Common Cause, Gruppenausstellung
- 2017: Das, was bleibt, Gruppenausstellung
- 2017: Port25 meets B-Seite, Gruppenausstellung
- 2017: Supercopy – World Copy, Gruppenausstellung
- 2017: Schichtungen, Gruppenausstellung
- 2017: Kein Bild ist eine Insel im Rahmen der Biennale für aktuelle Fotografie Farewell Photography, Gruppenausstellung
- 2017: 100 < 1000. Hundert unter Tausend, Gruppenausstellung
- 2018: Über kurz oder lang, Ein Projekt von Mirko Müller und Jonas Gieske
- 2018: Tête-à-Tête – Tine Voecks
- 2020: Between Art and Commerce,[10] im Rahmen der Biennale für aktuelle Fotografie The Lives and Loves of Images,  Gruppenausstellung
- 2023: Vermessungen, Gruppenausstellung,[11]